# Poolbillard-Europameisterschaft 1995
Die Poolbillard-Europameisterschaft 1995 war ein vom europäischen Poolbillardverband EPBF in Antwerpen ausgetragenes Poolbillardturnier. Es war die erste EM in Belgien und seit 1991 die erste, bei der alle Wettbewerbe an einem Ort stattfanden.
Ausgespielt wurden die Disziplinen 8-Ball, 9-Ball und 14/1 endlos sowie die Mannschafts-Europameister der Herren und Damen.
Bei den Herren gelang es dem Deutschen Ralf Souquet alle drei Titel zu gewinnen. Er ist bis heute der einzige Spieler dem dies je gelang. Das Finale im 14/1 endlos gewann Souquet gegen den Deutschen Rolf Alex. Im 8-Ball-Finale besiegte er den Dänen Peter Nielsen. 9-Ball-Europameister wurde Souquet durch einen Finalsieg gegen Titelverteidiger Oliver Ortmann, der im 14/1 endlos Bronze gewann. Zudem gewann Thomas Engert im 9-Ball Bronze. Der Schwede Niklas Bergendorff gewann zwei Bronzemedaillen und war damit, neben Nielsen, der erfolgreichste nicht aus Deutschland stammende Spieler der EM.
Die Österreicherin Gerda Hofstätter wurde mit zwei EM-Titeln und einer Bronzemedaille erfolgreichste Spielerin dieser EM. Das Finale im 14/1 endlos gewann sie gegen die Deutsche Monja Kielhorn, im 9-Ball besiegte sie Titelverteidigerin Franziska Stark. Es war bereits das dritte Jahr in Folge, in dem Hofstätter und Stark im 9-Ball-Finale aufeinander trafen. 1993 hatte Hofstätter ebenfalls gewonnen.
Die Deutsche Ilona Bernhard wurde durch einen Finalsieg gegen Monja Kielhorn 8-Ball-Europameisterin. Beide haben zudem im 9-Ball eine Bronzemedaille gewonnen. Im 14/1 endlos gewannen Franziska Stark und Ilona Bernhard die Bronzemedaillen, die Schweizerin Sabina Dederding kam im 8-Ball auf den dritten Platz.
Bei den Herren-Mannschaften wurde Deutschland zum fünften Mal in Folge Europameister. Im Finale besiegte die Mannschaft aus Thomas Engert, Oliver Ortmann, Ralf Souquet und Rolf Alex die schwedische Mannschaft. Norwegen und Österreich belegten den dritten Platz.
Auch bei den Damen konnte die deutsche Mannschaft, bestehend aus Ilona Bernhard, Franziska Stark und Monja Kielhorn, im Finale gegen Schweden den Titel aus dem Vorjahr verteidigen. Die Niederlande sowie Österreich gewannen die Bronze-Medaillen.

## Medaillengewinner
| Disziplin            | Gold             | Silber          | Bronze             |
| -------------------- | ---------------- | --------------- | ------------------ |
| Herren – 14/1 endlos | Ralf Souquet     | Rolf Alex       | Oliver Ortmann     |
| Herren – 14/1 endlos | Ralf Souquet     | Rolf Alex       | Mikael Sandzelius  |
| Herren – 8-Ball      | Ralf Souquet     | Peter Nielsen   | Niklas Bergendorff |
| Herren – 8-Ball      | Ralf Souquet     | Peter Nielsen   | Raymond Hauge      |
| Herren – 9-Ball      | Ralf Souquet     | Oliver Ortmann  | Thomas Engert      |
| Herren – 9-Ball      | Ralf Souquet     | Oliver Ortmann  | Niklas Bergendorff |
| Herren-Mannschaft    | Deutschland      | Schweden        | Norwegen           |
| Herren-Mannschaft    | Deutschland      | Schweden        | Österreich         |
| Damen – 14/1 endlos  | Gerda Hofstätter | Monja Kielhorn  | Franziska Stark    |
| Damen – 14/1 endlos  | Gerda Hofstätter | Monja Kielhorn  | Ilona Bernhard     |
| Damen – 8-Ball       | Ilona Bernhard   | Monja Kielhorn  | Gerda Hofstätter   |
| Damen – 8-Ball       | Ilona Bernhard   | Monja Kielhorn  | Sabina Dederding   |
| Damen – 9-Ball       | Gerda Hofstätter | Franziska Stark | Monja Kielhorn     |
| Damen – 9-Ball       | Gerda Hofstätter | Franziska Stark | Ilona Bernhard     |
| Damen-Mannschaft     | Deutschland      | Schweden        | Niederlande        |
| Damen-Mannschaft     | Deutschland      | Schweden        | Österreich         |